# Rions
Rions – miejscowość i gmina we Francji, w regionie Nowa Akwitania, w departamencie Żyronda.
Według danych na rok 1990 gminę zamieszkiwało 1379 osób, a gęstość zaludnienia wynosiła 129 osób/km² (wśród 2290 gmin Akwitanii Rions plasuje się na 307. miejscu pod względem liczby ludności, natomiast pod względem powierzchni na miejscu 1014.).